# اتانول‌آمین
اتانل آمین که 2-آمینواتانل یا مونو اتانل آمین نیز نامیده می‌شود یک ترکیب شیمیایی آلی با فرمول HOCH2CH2NH2 می‌باشد. این ترکیب اغلب با عبارات اختصاری ETA و MEA مشخص می‌شود. این مولکول متشکل از آمین نوع اول و الکل نوع اول بوده و مایعی بی‌رنگ و ویسکوز با بویی شبیه به آمونیاک است. 
اتانل آمین به طور عمومی مونو اتانل آمین یا MEA نامیده می‌شود تا از دی‌اتانل آمین (DEA) و تری‌اتانل آمین (TEA) شناخته شود. این ترکیب به عنوان یک ماده‌ی اولیه در تولید شوینده‌ها، امولسیون‌کننده‌ها واکس‌ها،، پوشش‌های ضد خوردگی و حدواسط‌های شیمیایی بکار می‌رود. 

## تولید صنعتی
مونو اتیلن آمین با واکنش بین اتیلن اکسید با آمونیاک آبی تولید می‌شود که در این واکنش دی‌اتانل آمین و تری اتانل آمین نیز تولید می‌شود. سرعت واکنش با تغییر استوکیومتری واکنشگرها قابل کنترل است.
لازم به توجه است که این واکنش گرمازا بوده و کنترل آن برای پیشگیری از اتفاقات ناخواسته ضروری می‌باشد.

## کاربردها
اتانل آمین به طور عمومی مونو اتانل آمین یا MEA نامیده می‌شود تا از دی‌اتانل آمین (DEA) و تری‌اتانل آمین (TEA) شناخته شود. این ترکیب به عنوان یک ماده‌ی اولیه در تولید شوینده‌ها، امولسیون کننده‌ها واکس‌ها، دارو-آرایشی‌ها، پوشش‌های ضد خوردگی و حدواسط‌های شیمیایی به‌کار می‌رود.